# ميخائيل مالوني
ميخائيل مالوني (بالإنجليزية: Michael Maloney)‏ هو ممثل بريطاني، ولد في 19 يونيو 1957 في بوري سانت ادموندز في المملكة المتحدة.

## أعمال

### أفلام
- (1989) هنري الخامس[7]
- (2006) بابل[8]
- (2009) فيكتوريا الصغيرة[9][10]
- (2011) المرأة الحديدية[11]

### مسلسلات
- الملكة البيضاء

## وصلات خارجية
- ميخائيل مالوني على موقع IMDb (الإنجليزية)
- ميخائيل مالوني على موقع ألو سيني (الفرنسية)
- ميخائيل مالوني على موقع ميوزك برينز (الإنجليزية)
- ميخائيل مالوني على موقع أول موفي (الإنجليزية)
- ميخائيل مالوني على موقع قاعدة بيانات الأفلام السويدية (السويدية)
- ميخائيل مالوني على موقع إن إن دي بي (الإنجليزية)
- ميخائيل مالوني على موقع ديسكوغز (الإنجليزية)
- ميخائيل مالوني على موقع قاعدة بيانات الفيلم (الإنجليزية)
- ميخائيل مالوني على موقع كينوبويسك (الروسية)